# Scytl
Sytl Secure Electronic Voting S.A. é um provedor espanhol de sistemas de votação eletrônica. Fundada em Barcelona em 2001, seus produtos e serviços são utilizados em eleições e referendos em todo o mundo. Os produtos da Scytl cobrem todo o processo eleitoral, incluindo planejamento eleitoral, recenseamento eleitoral online, gestão de trabalhadores eleitorais, entrega de cédulas eletrônicas, votação online, consolidação de resultados e relatórios noturnos eleitoral.

## História
A Scytl foi fundada em 2001 e cresceu a partir de um projeto de pesquisa de criptografia na Universidade Autônoma de Barcelona. O nome é uma referência ao scytale, uma antiga ferramenta criptográfica. Tornou-se lucrativo em 2006 e, em 2014, apresentou um crescimento de receita anual de 70%. Levantou $ 9 milhões em 2006 de investidores como Balderton Capital e Nauta Capital, e $ 104 milhões em 2014 em várias rodadas de financiamento de investidores como Vulcan Capital, Sapphire Ventures, Vy Capital, Adams Street Partners e Industry Ventures. Ela comprou a SOE Software em 2012. Pretendia abrir o capital em 2016, mas foi adiado devido ao fraco desempenho nos mercados em desenvolvimento, decidindo focar nos mercados dos países desenvolvidos, bem como em soluções eleitorais para clientes não governamentais.
Em 2017, a Scytl relatou ter 600 empregados, dos quais um terço estavam em Barcelona. Em 2016, foi dividido em três empresas:
- Scytl Secure Electronic Voting original, que desenvolve software de votação,

- Scytl Voting Hardware SL, que desenvolve hardware de votação, de propriedade da Scytl e um investidor anônimo baseado em Dubai, e

- Civiti (anteriormente OpenSeneca), que se concentra em serviços de engajamento cívico.

Os sistemas da empresa foram implementados em muitos países, mas ao longo dos anos surgiram problemas em algumas de suas soluções e sistemas de votação, incluindo aqueles usados na Austrália, Equador, Noruega e Suíça.
Em 11 de maio de 2020, enfrentando dívidas de mais de 75 milhões de euros, a Scytl iniciou um processo de falência com o objetivo de vender seus negócios ao fundo de investimento norte-americano Sandton Capital. Em 2 de junho de 2020, um tribunal espanhol declarou a falência da Scytl e iniciou o processo de leilão de seus ativos.

## Clientes

### Estados Unidos
A presença da tecnologia da Scytl remonta às eleições de 2008. Nas eleições de 2016, a tecnologia da Scytl foi utilizada em 28 estados, consolidando a empresa como a maior provedora de modernização eleitoral nos Estados Unidos. Nas eleições de 2020 nos Estados Unidos, a Scytl ajudaria na divulgação dos resultados eleitorais e na filtragem de informações do local de votação.
A tecnologia da Scytl é usada nos estados do Alasca, Iowa, Nova York, Connecticut, Geórgia, Virgínia Ocidental, Mississippi, Arkansas, Carolina do Sul e Kentucky. Além do Departamento de Defesa dos Estados Unidos.

### União Europeia
Em 2014, um consórcio criado pela Scytl e TNS Opinion forneceu projeções eleitorais em tempo real e a consolidação e divulgação dos resultados nos 28 Estados-Membros da UE para as eleições para o Parlamento Europeu realizadas de 22 a 25 de maio de 2014. O consórcio compilou e processou os resultados eleitorais de todos os Estados-Membros e ofereceu um sítio Web multilingue em 24 línguas oficiais para a publicação e divulgação dos resultados das eleições para o Parlamento Europeu.

### Noruega
A Scytl implementou o voto eletrônico na Noruega em 2011 em parceria com o governo. Em 2013, foi descoberta uma falha de criptografia e 0,75% dos eleitores conseguiram votar duas vezes em 2013, uma vez online e outra em uma seção eleitoral.
Em 2014, a Noruega saiu do projeto de votação online da Scytl devido a falhas de segurança, falta de maior participação e altos custos.

### Equador
A Scytl operou urnas eletrônicas em várias partes do Equador em 2014. Elas deveriam produzir resultados em 72 horas, mas enfrentaram vários problemas e levaram mais de um mês.